# Európai Filmdíjak 2006
A 19. Európai Filmdíj-átadó ünnepséget (19th European Film Awards), amelyen az előző évben hivatalosan bemutatott, az Európai Filmakadémia több mint 1700 tagjának szavazata alapján legjobbnak ítélt európai alkotásokat részesítették elismerésben, 2006. december 2-án tartották meg a varsói EXPO XXI kiállítási és kongresszusi központban. Az ünnepség ceremóniamesterének Maciej Stuhr lengyel színészt, valamint Sophie Marceau francia színésznőt kérték fel.
2006-ban a Filmakadémia újabb változásokat hajtott végre a díjazásban:
- tíz év után abbahagyták a legjobb nem európai film díjazását;
- elmaradt a legjobb vágó díjazása;
- abbamaradt a közönség megszavaztatása a legjobb filmrendező, valamint a legjobb színész és színésznő kategóriákban és 1997 után ismét a legjobb európai filmről szavaztatták meg a „nagyérdeműt”. Noha nyolc év kihagyásával tértek vissza az alkotások díjazására, a közönség és a szakemberek körében többen egyfajta folytonosságként kezelték ezen új kategória és a régebbi legjobb rendező díjazását.[3]

Az Európai Filmakadémia 2006. szeptember 11-én hozta nyilvánosságra a díjra számításba vett nagyjátékfilmek 49 alkotásból álló listáját, melyből húszat a legtöbb akadémiai tagot számláló országok javasoltak saját filmjeik közül, huszonhatot pedig az EFA Igazgatótanácsa, meghívott szakértők bevonásával. A díjra jelöltek listáját az akadémia tagjainak szavazatával állították össze, és november 6-án hirdették ki a Sevillai Európai Filmfesztiválon.
A legtöbb jelölést (hét kategóriában) a Volver, Pedro Almodóvar misztikus filmdrámája, A mások élete, Florian Henckel von Donnersmarcknak az egykori keletnémet Stasi kíméletlen megfigyelő-besúgó rendszerét bemutató thrillerje (6 kategóriában), valamint a  Felkavar a szél, Ken Loachnak az 1920-as évek eleji ír polgárháborúban játszódó történelmi drámája kapta (öt kategóriában). Ennek megfelelően a legtöbb díjat is a Volver seperhette be; Pedro Almodóvar lett a legjobb rendező, Penélope Cruz a legjobb színésznő, Alberto Iglesias a legjobb zeneszerző és a film elnyerte a közönségdíjat is. A legjobb film díját A mások élete kapta, főszereplője, Ulrich Mühe lett a legjobb színész, rendezője pedig egyben a legjobb forgatókönyvíró. Ken Loach drámájának képi világát megteremtő Barry Ackroyd vehette át a legjobb operatőri teljesítmény elismerő ezüst szobrocskát.
Az előzetes válogatásban két magyar nagyjátékfilm szerepelt, Hajdu Szabolcs Fehér tenyér című sportfilmje és Pálfi György Taxidermia című tragikomédiája, jelölésre azonban egyik sem került. Jelölt volt viszont az év felfedezettje kategóriában a Friss levegő, Kocsis Ágnes filmdrámája.
Sikeres volt Kenyeres Bálint harmadik kisjátékfilmje, a mozikban is vetített Before Dawn, amely bemutatása óta a hazai és számos nemzetközi fesztivált megjárva díjak sokaságát gyűjtötte be, és a tamperei filmfesztiválon 2006 márciusában elnyert United International Pictures (UIP) rövidfilmdíjnak köszönhetően került a legjobb rövidfilm díjára jelölt alkotások közé. Az egy snittből álló, 13 perces alkotás rendezője ezúttal a legjobb rövidfilmnek járó elismerést vehette át.

## Válogatás
1. 9 rota (9 ротa) – rendező: Fjodor Bondarcsuk
2. A fost sau n-a fost?[7] (Forradalmárok)[8] – rendező: Corneliu Porumboiu
3. Äideistä parhain (Az anyukám) – rendező: Klaus Härö
4. Anche libero va bene (Kispálya) – rendező: Kim Rossi Stuart
5. Blóðbönd – rendező: Arni Olafur Asgeirsson
6. Breakfast on Pluto (Reggeli a Plútón) – rendező: Neil Jordan
7. Das Leben der Anderen (A mások élete) – rendező: Florian Henckel von Donnersmarck
8. Den brysomme mannen (A kiállhatatlan) – rendező: Jens Lien
9. Drabet (Emberölés) – rendező: Per Fly
10. Een ander zijn geluk – rendező: Fien Troch
11. Efter brylluppet (Esküvő után) – rendező: Susanne Bier
12. Fehér tenyér – rendező: Hajdu Szabolcs
13. Flandres (Flandria) – rendező: Bruno Dumont
14. Free Jimmy (Szabadítsátok ki Jimmyt!) – rendező: Christopher Nielsen
15. Garpastum (Nagypályások) – rendező: ifj. Alexei German
16. Grbavica (Szerelmem, Szarajevó) – rendező: Jasmila Žbanić
17. Iklimler (Éghajlatok) – rendező: Nuri Bilge Ceylan
18. Il caimano – rendező: Nanni Moretti
19. Indigènes (A dicsőség arcai) – rendező: Rachid Bouchareb
20. Je ne suis pas là pour être aimé (Tétova tangó) – rendező: Stéphane Brizé
21. Juventude em marcha (Elmúlt fiatalság) – rendező: Pedro Costa
22. Karaula (Határátkelő) – rendező: Rajko Grlić
23. Karov La Bayit (Otthonhoz közel) – rendező: Dalia Hager és Vidi Bilu
24. Komornik (A végrehajtó) – rendező: Feliks Falk
25. L’amico di famiglia – rendező: Paolo Sorrentino
26. La science des rêves (Az álom tudománya) – rendező: Michel Gondry
27. La vida secreta de las palabras (A szavak titkos élete) – rendező: Isabel Coixet
28. Laitakaupungin valot (Külvárosi fények) – rendező: Aki Kaurismäki
29. Langer licht (Északi fény) – rendező: David Lammers
30. Le petit lieutenant (A kis hadnagy) – rendező: Xavier Beauvois
31. Leidi Zi (Lady Z) – rendező: Georgi Djulgerov
32. Liubi – rendező: Layia Yiourgou
33. Persona non grata – rendező: Krzysztof Zanussi
34. Pride & Prejudice (Büszkeség és balítélet) – rendező: Joe Wright
35. Princesas (Utcalányok) – rendező: Fernando León de Aranoa
36. Princess (Hercegnő) – rendező: Anders Morgenthaler
37. Requiem (Requiem egy lányért) – rendező: Hans-Christian Schmid
38. Romanzo criminale (Bűnügyi regény) – rendező: Michele Placido
39. Salvador (Puig Antich) (Salvador) – rendező: Manuel Huerga
40. Sommer ’04 (Megfeneklett kapcsolatok) – rendező: Stefan Krohmer
41. Sommer vorm Balkon (Nyár Berlinben) – rendező: Andreas Dresen
42. Spiele Leben – rendező: Antonin Svoboda
43. Štĕstí (Valami boldogság) – rendező: Bohdan Sláma
44. Taxidermia – rendező: Pálfi György
45. The Road to Guantanamo (Guantanamo) – rendező: Michael Winterbottom
46. The Wind That Shakes the Barley (Felkavar a szél) – rendező: Ken Loach
47. Vitus – rendező: Fredi M. Murer
48. Volver – rendező: Pedro Almodóvar
49. Zozo – rendező: Josef Fares

## Díjazottak és jelöltek
| „Díjazott” – szürkéskék háttérrel   |
| „Jelölt” – világos szürke háttérrel |

### Legjobb film
| Magyar címe          | Eredeti címe                    | Rendező                              | Ország                                                                    |
| -------------------- | ------------------------------- | ------------------------------------ | ------------------------------------------------------------------------- |
| A mások élete        | Das Leben der Anderen           | Florian Henckel von Donnersmarck     | Németország                                                               |
| Felkavar a szél      | The Wind That Shakes the Barley | Ken Loach                            | Egyesült Királyság · Írország · Németország · Olaszország · Spanyolország |
| Guantánamo           | The Road to Guantanamo          | Michael Winterbottom, Mat Whitecross | Egyesült Királyság                                                        |
| Reggeli a Plútón     | Breakfast on Pluto              | Neil Jordan                          | Írország · Egyesült Királyság                                             |
| Szerelmem, Szarajevó | Grbavica                        | Jasmila Žbanić                       | BIH · Ausztria · Németország · CRO                                        |
| Volver               | Volver                          | Pedro Almodóvar                      | Spanyolország                                                             |

### Az év felfedezettje
| Magyar címe  | Eredeti címe | Rendező           | Ország                 |
| ------------ | ------------ | ----------------- | ---------------------- |
| A 13-as      | 13 Tzameti   | Géla Babluani     | Grúzia · Franciaország |
| Friss levegő | Friss levegő | Kocsis Ágnes      | Magyarország           |
| Jóvátétel    | Z odzysku    | Sławomir Fabicki  | Lengyelország          |
| –––          | Pingpong     | Matthias Luthardt | Németország            |

### Legjobb dokumentumfilm – Arte díj
| Magyar címe              | Eredeti címe                              | Rendező              | Ország             |
| ------------------------ | ----------------------------------------- | -------------------- | ------------------ |
| A nagy csend             | Die Grosse Stille                         | Philip Gröning       | Németország        |
| –––                      | 37 Uses for a Dead Sheep                  | Ben Hopkins          | Egyesült Királyság |
| Számok álmodói           | Dreaming by Numbers                       | Anna Bucchetti       | Hollandia          |
| –––                      | La casa de mi abuela                      | Adán Aliaga          | Spanyolország      |
| Maradona, az aranykölyök | Maradona, un gamin en or                  | Jean-Christophe Rosé | Franciaország      |
| Temető klub              | Moadon beit hakvarot                      | Tali Shemesh         | Izrael             |
| –––                      | Ribak i tancovscsica (Рыбак и танцовщица) | Valerij Szolomin     | Oroszország        |
| Mindennapi kenyerünk     | Unser täglich Brot                        | Nikolaus Geyrhalter  | Ausztria           |

### Legjobb rendező
| Nyertesek és jelöltek                  | Magyar címe     | Eredeti címe                    |
| -------------------------------------- | --------------- | ------------------------------- |
| Pedro Almodóvar                        | Volver          | Volver                          |
| Susanne Bier                           | Esküvő után     | Efter brylluppet                |
| Emanuele Crialese                      | Aranykapu       | Nuovomondo                      |
| Florian Henckel von Donnersmarck       | A mások élete   | Das Leben der Anderen           |
| Ken Loach                              | Felkavar a szél | The Wind That Shakes the Barley |
| Michael Winterbottom és Mat Whitecross | Guantánamo      | The Road to Guantanamo          |

### Legjobb színésznő
| Nyertesek és jelöltek | Magyar címe           | Eredeti címe             |
| --------------------- | --------------------- | ------------------------ |
| Penélope Cruz         | Volver                | Volver                   |
| Nathalie Baye         | A kis hadnagy         | Le petit lieutenant      |
| Martina Gedeck        | A mások élete         | Das Leben der Anderen    |
| Sandra Hüller         | Requiem egy lányért   | Requiem                  |
| Mirjana Karanović     | Szerelmem, Szarajevó  | Grbavica                 |
| Sarah Polley          | A szavak titkos élete | The Secret Life of Words |

### Legjobb színész
| Nyertesek és jelöltek | Magyar címe                      | Eredeti címe                                       |
| --------------------- | -------------------------------- | -------------------------------------------------- |
| Ulrich Mühe           | A mások élete                    | Das Leben der Anderen                              |
| Patrick Chesnais      | Tétova tangó                     | Je ne suis pas là pour être aimé                   |
| Jesper Christensen    | Emberölés                        | Drabet                                             |
| Mads Mikkelsen        | Esküvő után                      | Efter brylluppet                                   |
| Cillian Murphy        | Felkavar a szél Reggeli a Plútón | The Wind That Shakes the Barley Breakfast on Pluto |
| Silvio Orlando        | A kajmán                         | Il caimano                                         |

### Legjobb forgatókönyvíró
| Nyertesek és jelöltek            | Magyar címe      | Eredeti címe                    |
| -------------------------------- | ---------------- | ------------------------------- |
| Florian Henckel von Donnersmarck | A mások élete    | Das Leben der Anderen           |
| Pedro Almodóvar                  | Volver           | Volver                          |
| Paul Laverty                     | Felkavar a szél  | The Wind That Shakes the Barley |
| Corneliu Porumboiu               | Volt-e vagy sem? | A fost sau n-a fost?            |

### Legjobb operatőr
| Nyertesek és jelöltek | Magyar címe            | Eredeti címe                    |
| --------------------- | ---------------------- | ------------------------------- |
| Barry Ackroyd         | Felkavar a szél        | The Wind That Shakes the Barley |
| José Luis Alcaine     | Volver                 | Volver                          |
| Roman Osin            | Büszkeség és balítélet | Pride and Prejudice             |
| Timo Salminen         | Külvárosi fények       | Laitakaupungin valot            |

### Európai Filmakadémia díja művészi hozzájárulásért
| Nyertesek és jelöltek          | Magyar címe       | Eredeti címe         |
| ------------------------------ | ----------------- | -------------------- |
| Pierre Pell Stéphane Rosenbaum | Az álom tudománya | La science des rêves |

### Legjobb zeneszerző
| Nyertesek és jelöltek           | Magyar címe            | Eredeti címe          |
| ------------------------------- | ---------------------- | --------------------- |
| Alberto Iglesias                | Volver                 | Volver                |
| Tuomas Kantelinen               | Az anyukám             | Äideistä parhain      |
| Dario Marianelli                | Büszkeség és balítélet | Pride and Prejudice   |
| Gabriel Yared / Stéphane Moucha | A mások élete          | Das Leben der Anderen |

### Legjobb európai teljesítmény a világ filmművészetében – Screen International-díj
| Díjazott      | Foglalkozás  | Ország             |
| ------------- | ------------ | ------------------ |
| Jeremy Thomas | filmproducer | Egyesült Királyság |

### Az Európai Filmakadémia életműdíja
| Díjazott       | Foglalkozás | Ország                        |
| -------------- | ----------- | ----------------------------- |
| Roman Polański | filmrendező | Lengyelország · Franciaország |

### Európai Filmakadémia kritikusainak díja – FIPRESCI-díj
| Magyar címe        | Eredeti címe         | Rendező         | Ország        |
| ------------------ | -------------------- | --------------- | ------------- |
| Szabályos szeretők | Les amants réguliers | Philippe Garrel | Franciaország |

### Közönségdíj
| Magyar címe                                     | Eredeti címe                                   | Rendező                     | Ország                                                               |
| ----------------------------------------------- | ---------------------------------------------- | --------------------------- | -------------------------------------------------------------------- |
| Volver                                          | Volver                                         | Pedro Almodóvar             | Spanyolország                                                        |
| Ádám almái                                      | Adam's Apples                                  | Anders Thomas Jensen        | Dánia                                                                |
| A gyermek                                       | L'enfant                                       | Jean-Pierre és Luc Dardenne | Belgium                                                              |
| Bűnügyi regény                                  | Romanzo criminale                              | Michele Placido             | Olaszország                                                          |
| Büszkeség és balítélet                          | Pride and Prejudice                            | Joe Wright                  | Egyesült Királyság · Franciaország · Amerikai Egyesült Államok       |
| Elemi részecskék                                | Elementarteilchen                              | Oskar Roehler               | Németország                                                          |
| Fegyverszünet karácsonyra                       | Joyeux Noël                                    | Christian Carion            | Franciaország · Németország · Egyesült Királyság · Belgium · Románia |
| Mennyország most                                | Paradise Now                                   | Hany Abu-Assad              | Palesztina · Hollandia · Izrael · Németország · Franciaország        |
| Pingvinek vándorlása                            | La marche de l'empereur                        | Luc Jacquet                 | Franciaország                                                        |
| Twist Olivér                                    | Oliver Twist                                   | Roman Polański              | ,                                                                    |
| Valami boldogság                                | Stestí                                         | Bohdan Sláma                | Csehország · Németország                                             |
| Wallace és Gromit és az elvetemült veteménylény | Wallace & Gromit: The Curse of the Were-Rabbit | Nick Park, Steve Box        | Egyesült Királyság                                                   |

### Legjobb rövidfilm (UIP díj)
| Címe                     | Rendező                                  | Ország             | Jelölő fesztivál        |
| ------------------------ | ---------------------------------------- | ------------------ | ----------------------- |
| Before Dawn              | Kenyeres Bálint                          | Magyarország       | UIP díj – Tampere       |
| Aldrig Som Första Gången | Jonas Odell                              | Svédország         | UIP díj – Cork          |
| By the Kiss              | Yann Gonzalez                            | Franciaország      | UIP díj – Vila do Conde |
| Comme un air             | Yohann Gloaguen                          | Franciaország      | UIP díj – Drama         |
| Delivery                 | Till Nowak                               | Németország        | UIP díj – Gent          |
| El cerco                 | Ricardo Íscar, Nacho Martín              | Spanyolország      | UIP díj – Berlin        |
| For Intérieur            | Patrick Poubel                           | Franciaország      | UIP díj – Krakkó        |
| Meander                  | Joke Liberge                             | Belgium            | UIP díj – Rotterdam     |
| Pistache                 | Valérie Pirson                           | Franciaország      | UIP díj – Angers        |
| Sniffer                  | Bobbie Peers                             | Norvégia           | UIP díj – Grimstad      |
| Sretan put Nedime        | Marko Šantić                             | Szlovénia          | UIP díj – Szarajevó     |
| The Making of the Parts  | Daniel Elliott                           | Egyesült Királyság | UIP díj – Velence       |
| Vincent                  | Giulio Ricciarelli                       | Olaszország        | UIP díj – Valladolid    |
| Zakaria                  | Gianluca De Serio, Massimiliano De Serio | Olaszország        | UIP díj – Edinburgh     |